# 葉室長隆
葉室長隆（はむろ ながたか、弘安9年（1286年） - 康永3年（1344年）3月8日）は、鎌倉時代後期から南北朝時代にかけての公卿。法名は理円。

## 官歴
- 正応元年（1288年）：従五位下
- 正応2年（1289年）：従五位上
- 正応3年（1290年）：正五位下
- 正応6年（1293年）：三河守
- 永仁4年（1296年）：民部大輔
- 永仁5年（1297年）：能登守
- 徳治2年（1307年）：右衛門権佐
- 徳治3年（1308年）：蔵人、治部大輔
- 延慶3年（1310年）：右少弁、権右中弁、従四位下
- 応長2年（1312年）：正四位下、右中弁、修理右宮城使
- 正和2年（1313年）：左中弁、蔵人頭、左宮城使
- 正和3年（1314年）：参議
- 正和4年（1315年）：従三位、美濃権守、左兵衛督、検非違使別当
- 正和6年（1317年）：権中納言、正三位、陸奥出羽按察使
- 元応2年（1320年）：従二位
- 嘉暦3年（1328年）：正二位
- 元徳3年（1331年）：民部卿、権大納言
- 建武2年（1335年）：按察使

## 系譜
- 父：葉室頼藤
- 弟：葉室成隆
- 子：葉室長光
- 子：葉室長顕
- 子：葉室長藤